# Etienne Vetö
Étienne Emmanuel Vetö, ICN (Milwaukee, 28 de novembro de 1964) é um clérigo católico romano franco-americano, teólogo e bispo auxiliar em Reims.

## Vida
Étienne Vetö nasceu em Milwaukee, filho do filósofo húngaro-francês Miklós Vetö (1936–2020), que na época lecionava nos EUA. De 1982 a 1984 frequentou o Lycée Chateaubriand em Rennes e o Lycée Fénelon em Paris. De 1984 a 1989 estudou na École Normale Supérieure de Fontenay-aux-Roses. Ele também foi professor de francês na University College London de 1985 a 1986. Em 1986, Vetö realizou seu trabalho Natureza e graça nas obras de R. Hooker. A base filosófica de sua teologia ("Natureza e graça nas obras de R. Hooker. A base filosófica de sua teologia") obteve um mestrado em inglês na Sorbonne Nouvelle e uma agregação em filosofia em 1989.. Em 1987 juntou-se ao movimento Chemin Neuf. De 1989 a 1991 lecionou filosofia no Seminário Menor St. Gabriel em Loubomo na República Popular do Congo e de 1991 a 1992 no Lycée Faidherbe em Lille. Ele então fez cursos de teologia protestante na Universidade Humboldt de Berlim. De 1994 a 1999, Vetö estudou teologia católica na Pontifícia Universidade Gregoriana de Roma. Lá obteve o bacharelado e com Luis Ladaria SJ com a tese De la substância à la personne. L'Esprit Saint dans l'Adversus Praxean de Tertullien (“Da substância à pessoa. O Espírito Santo no Adversus Praxean de Tertuliano”), licenciado em teologia católica. Fez a profissão solene em 1996 e recebeu o sacramento da ordenação em 20 de setembro de 1997.
Vetö chefiou inicialmente o departamento de juventude do Comitê Central para o Ano Santo de 2000. De 2001 a 2014 lecionou filosofia no Centre Sèvres em Paris e coordenou os estudos de filosofia da comunidade Chemin Neuf em Chartres. Foi também professor de teologia no Institut de Théologie des Dombes (ITD) de 2001 a 2014 e professor de filosofia no seminário de Versalhes de 2009 a 2010. Em 2009, Vetö esteve no Centre Sèvres com Bernard Sesboüé com a obra Les mystères et le Mystère. La dimension trinitaire des mystères de la vie du Christ chez Thomas d'Aquin e Hans Urs von Balthasar (“Os mistérios e o mistério. A dimensão trinitária dos mistérios da vida de Cristo em Tomás de Aquino e Hans Urs von Balthasar”) para doutorado Doutorado em teologia. Foi também membro da Comissão Teológica dos Religiosos na França de 2009 a 2014 e trabalhou como assessor da Agência da Santa Sé para a Avaliação e Melhoria da Qualidade das Universidades e Faculdades Eclesiásticas (AVEPRO) de 2011 a 2016. De 2013 a 2019 foi membro da Comissão Teológica do Serviço Internacional para a Renovação Carismática na Igreja Católica (ICCRS). A partir de 2014, Vető trabalhou como professor na Pontifícia Universidade Gregoriana de Roma e a partir de 2017 também como diretor do Centro Cardinale Bea per gli Studi Giudaici. Além disso, desde 2016 foi membro do Conselho Geral da Comunidade Chemin Neuf e atuou como assistente geral. Foi também membro do Serviço Internacional de Comunhão – CHARIS desde 2018. Além disso, o Papa Francisco nomeou-o consultor da Comissão para as Relações Religiosas com o Judaísmo em 1 de julho de 2019 e como membro da Comissão Teológica Internacional em 29 de setembro de 2021.
Em 26 de junho de 2023, o Papa Francisco nomeou- o bispo titular de Thérouanne e bispo auxiliar de Reims. O Arcebispo de Reims, Éric de Moulins-Beaufort, ordenou-o bispo em 9 de setembro do mesmo ano na Catedral de Reims; Os co-consagradores foram o Arcebispo de Marselha, Jean-Marc Noël Aveline, e o Arcebispo de Spoleto-Norcia, Renato Boccardo.Seu lema Diliges Dominum Deum tuum (“Amarás o Senhor teu Deus”).